# Trasa Niestachowska
Trasa Niestachowska – potoczna nazwa ciągu dwujezdniowych ulic w Poznaniu.

## Charakterystyka
Na Trasę Niestachowską składają się ulice: Żeromskiego, Niestachowska i Witosa od ul. Dąbrowskiego do Ronda Obornickiego. W kierunku południowym przedłużeniem Trasy Niestachowskiej są dwujezdniowe ul. Przybyszewskiego i ul. Reymonta oddane do użytku w 1964. Trasa (od południa) przebiega na terenie wschodniej części Ogrodów, następnie przecina Niestachów, Bonin i Winiary. Przy Trasie znajdują się m.in. VII Liceum Ogólnokształcące, Ogród Dendrologiczny, niektóre zabudowania Uniwersytetu Przyrodniczego i pozostałości po kolei szklarniowej tej uczelni. Nad Trasą Niestachowską przebiega wiaduktem linia kolejowa z Poznania do Piły i Szczecina, a także ul. Wojska Polskiego, Aleje Solidarności i ul. Juraszów (wszystkie wiaduktami). Pod Trasą Niestachowską (na wysokości Parku Sołackiego) przechodzi ul. Warmińska. Pod trasą przepływają następujące cieki wodne: Seganka, Bogdanka i Wierzbak (wszystkie na tym odcinku skanalizowane). W rejonie Bonina istnieje także kładka dla pieszych i duży ekran akustyczny. Tworzy ona ponadto fragment II ramy komunikacyjnej Poznania. Do 19 grudnia 2014 r. trasa była fragmentem drogi krajowej nr 11, która obecnie omija miasto Zachodnią Obwodnicą. Od 1 stycznia 2016 znajduje się w ciągu drogi wojewódzkiej nr 433.
Trasę oddano do ruchu w latach 80., fragment stanowiący ulicę Wincentego Witosa wytyczono 2 czerwca 1981 roku. Tego samego dnia odcinek ten otrzymał obecną nazwę.
Projektantami trasy byli inż. Jerzy Michalski (ówczesny kierownik Wojewódzkiej Pracowni Inżynierii Ruchu), inż. Wojciech Szkudlarz (Biuro Projektów Budownictwa Komunalnego w Poznaniu) oraz Bogusław Podbiera. Założyli oni istnienie barier dźwiękochłonnych na całej długości trasy (zrealizowano tylko fragment w rejonie Bonina), a także płytki chodnikowej za krawężnikami od zewnątrz i w pasie rozdziału (nie zrealizowano). Okrojenie projektu przez inwestora motywowane było brakiem środków finansowych.

## Komunikacja miejska
Trasą Niestachowską przebiegają linie autobusowe na zlecenie poznańskiego Zarządu Transportu Miejskiego, obsługiwane przez MPK Poznań:
- dzienne[7]
  -  182 Górczyn – Osiedle Wichrowe Wzgórze
  -  191 Osiedle Kopernika – Osiedle Jana III Sobieskiego
  -  193 Górczyn – Osiedle Jana III Sobieskiego
  -  195 Ogrody – Kiekrz

- nocne[8]
  -  216 Literacka – Poznań Główny
  -  226 Literacka – Poznań Główny (odwrotny kierunek wobec linii 216)

W latach 60. powstał projekt trasy tramwajowej na Piątkowo w ciągu dzisiejszej ulicy Niestachowskiej i Witosa. Planu nigdy nie zrealizowano, projektanci Trasy Niestachowskiej nie przewidzieli na niej linii tramwajowej.

## Ciekawostka
Pobocza Trasy Niestachowskiej zasiedla, lubiący otwarte, trawiaste przestrzenie, nornik zwyczajny (Microtus arvalis).

## Opisane obiekty
Od północy:

- pętla tramwajowa Piątkowska,
- Szpital Wojewódzki,
- Szpital MSWiA,
- Osiedle Winiary,
- Wierzbak (ciek),
- biblioteka Uniwersytetu Przyrodniczego,
- Bonin,
- Kolegium Rungego,
- Ogród farmakognostyczny,
- Kolegium Cieszkowskich,
- Ogród Dendrologiczny Uniwersytetu Przyrodniczego,
- Sołacz,
- Park Sołacki,
- Bogdanka,
- Niestachów,
- baseny pływackie zaprojektowane przez Mariana Spychalskiego,
- wiadukty kolejowe (linie nr 354 i 351),
- Seganka,
- VII LO im. Dąbrówki.